# نادي زد
نادي زد لكرة القدم المعروف سابقًا باسم إف سي مصر، هو نادي كرة قدم مصري محترف مقره في الجيزة، يلعب النادي حاليًا في الدوري المصري الممتاز، وهو أعلى دوري في نظام الدوري المصري لكرة القدم.
كان النادي معروفًا باسم إف سي مصر منذ تأسيسه في عام 2009 حتى 24 نوفمبر 2020، عندما استحوذت شركة ZED Egypt على النادي وأعادت تسميته إلى ZED FC قبل بداية موسم 2020–21 في مصر. سبق للفريق لهم أن لعب في الدوري المصري الممتاز مرة واحدة فقط خلال موسم 2019-20 تحت اسم إف سي مصر؛ وهو موسمهم الأخير تحت هذا الاسم.

## تاريخ
أسست شركة مصر لكرة القدم أول نادي مصري متخصص في كرة القدم في نوفمبر عام 2009. ويعد نادي مصر لكرة القدم هو العضو الوحيد في الاتحاد المصري لكرة القدم المتخصص في كرة القدم ومشارك بالدوري المصري.
في عام 2020 اشترى مالك شركة زد السعودية النادي وتغير اسمه من نادي مصر إلى نادي زد.[بحاجة لمصدر]
في يوم 22 فبراير 2013، ضمن نادي مصر التأهل للدوري المصري القسم الثالث قبل انتهاء ثلاث جولات من انتهاء مجموعة أكتوبر في دوري القسم الرابع، وذلك بعد فوزه على فريق ميت رهينة، وكان نادي مصر قد سبق له الفوز في جميع مبارياته الإحدى عشر السابقة. ثم تأهل إلى دوري الدرجة الثانية عام 2014 وصعد للدوري الممتاز لأول مرة في تاريخه عام 2019.

## شعار النادي

شعار النادي السابق وقتما كان يحمل اسم نادي مصر

## تشكيلة الفريق

### التشكيلة الحالية
آخر تحديث في 10 أكتوبر 2019

ملاحظة: تشير الأعلام إلى المنتخب الوطني على النحو المحدد في قواعد الأهلية للفيفا. قد يحمل اللاعبون أكثر من جنسية واحدة غير تابعة للفيفا.
| الرقم | البلد       | المركز | اللاعب              |
| ----- | ----------- | ------ | ------------------- |
| 1     | مصر         | حارس   | وليد توفيق          |
| 2     | مصر         | مدافع  | علاء عطا            |
| 3     | دولة فلسطين | مدافع  | ميشيل ترمانيني      |
| 4     | مصر         | مدافع  | أحمد سعيد (أوكا)    |
| 5     | مصر         | وسط    | مؤمن إبراهيم        |
| 6     | مصر         | مدافع  | محمود شبانة         |
| 7     | مصر         | مهاجم  | رضا الويشي          |
| 8     | مصر         | وسط    | إسلام صلاح          |
| 9     | مصر         | مهاجم  | أحمد الصعيدي        |
| 10    | مصر         | مهاجم  | مصطفى سلطان         |
| 11    | كينيا       | وسط    | كليف نياكيا         |
| 12    | مصر         | مهاجم  | محمود إسماعيل رامبو |
| 13    | مصر         | مدافع  | مصطفى كالوشا        |
| 14    | مصر         | مدافع  | أحمد محسن           |

| الرقم | البلد    | المركز | اللاعب           |
| ----- | -------- | ------ | ---------------- |
| 15    | مصر      | مدافع  | أحمد عبد الموجود |
| 16    | مصر      | حارس   | عصام ثروت        |
| 17    | مصر      | وسط    | أحمد الشيخ       |
| 19    | مصر      | مهاجم  | عمر الحبشي       |
| 20    | مصر      | مدافع  | طه عادل          |
| 22    | مصر      | وسط    | محمد جمال تريكة  |
| 23    | مصر      | حارس   | محمود السيد      |
| 24    | مصر      | مدافع  | هشام عبد الحميد  |
| 25    | مصر      | وسط    | محمود توبة       |
| 26    | فرنسا    | مهاجم  | ويليس فرتادو     |
| 27    | مصر      | مهاجم  | شريف أشرف        |
| 30    | مصر      | مدافع  | رمزي خالد        |
| 36    | مصر      | مدافع  | محمد جبر         |
| 38    | مصر      | وسط    | أحمد يوسف        |
| -     | البرازيل | مهاجم  | إيجور            |

## وصلات خارجية
- صفحة النادي على موقع كووورة
- صفحة النادي على موقع فيلجول
- صفحة النادي على موقع يلا كورة
- صفحة النادي على موقع transfermarkt.com